# Krajské hokejové přebory 2021/2022
Krajské hokejové přebory byly v sezoně 2021/2022 tvořeny krajskými ligami a krajskými soutěžemi.

## Krajské ligy
Krajské ligy jsou 4. nejvyšší soutěží v ledním hokeji v Česku. V tomto ročníku zahrnovaly krajskou ligu Moravskoslezského kraje, krajskou ligu Jižní Moravy a Zlína, krajskou ligu Vysočina, krajskou ligu Královéhradeckého a Pardubického kraje, krajskou ligu Libereckého kraje, krajskou ligu Středočeského kraje, krajskou ligu Jihočeského kraje, krajskou ligu Karlovarského a Plzeňského kraje, krajskou ligu Ústeckého kraje a krajský přebor Prahy.

### Krajská liga Ústeckého kraje

#### Tabulka po základní části
| pořadí | tým                         | Z  | V  | VP | PP | P  | VG  | OG  | B  |
| ------ | --------------------------- | -- | -- | -- | -- | -- | --- | --- | -- |
| 1.     | Piráti Chomutov             | 20 | 20 | 0  | 0  | 0  | 220 | 53  | 60 |
| 2.     | HC Slovan Louny             | 20 | 11 | 1  | 1  | 7  | 127 | 139 | 36 |
| 3.     | HC Tygři Klášterec nad Ohří | 20 | 10 | 0  | 0  | 10 | 103 | 109 | 30 |
| 4.     | SK Kadaň B                  | 20 | 7  | 2  | 2  | 9  | 110 | 119 | 27 |
| 5.     | HC Roudnice nad Labem       | 20 | 7  | 2  | 1  | 10 | 105 | 117 | 26 |
| 6.     | HC Lovosice                 | 20 | 0  | 0  | 1  | 19 | 52  | 180 | 1  |

| Vysvětlivka         |
| ------------------- |
| Semifinále play-off |

#### Play-off

##### Semifinále 1[1]
- Piráti Chomutov - SK Kadaň B 14:3
- SK Kadaň B - Piráti Chomutov 3:6

Součet gólů z obou zápasů byl 20:6 ve prospěch Piráti Chomutov, proto tento tým postoupil do finále.

##### Semifinále 2[2]
- HC Slovan Louny - HC Tygři Klášterec nad Ohří 9:6
- HC Tygři Klášterec nad Ohří - HC Slovan Louny 7:9

Součet gólů z obou zápasů byl 18:13 ve prospěch HC Slovan Louny, proto tento tým postoupil do finále.

##### Finále[1]
- Piráti Chomutov - HC Slovan Louny 7:3
- HC Slovan Louny - Piráti Chomutov 7:12

Součet gólů z obou zápasů byl 19:10 ve prospěch Piráti Chomutov, proto tento tým vyhrál Krajskou ligu Ústeckého kraje a postoupil do kvalifikace o 2. ligu.

#### Piráti Chomutov v kvalifikaci o 2. ligu
Piráti Chomutov byli následně nasazeni do tříčlenné skupiny Kvalifikace Sever, kde se setkali s HC Hvězda Praha a HC Junior Mělník. V plánu byly dva zápasy každý s každým, celkem tak čtyři zápasy pro každý tým. Pouze vítěz skupiny postoupil do 2. ligy. Piráti Chomutov vyhráli tři ze čtyř zápasů, obsadili celkové první místo a získali tak právo od další sezóny hrát 2. ligu.